# 闽海关
閩海关，為清朝始设负责对外贸易实务的行政官署，前身始設於漳州府，后改遷設於福州府。閩海關下轄福建省內數十個口岸。在晚清時期，有清政府名義形式上依存的閩海關（通常稱之為「閩常關」和「常關」），還有由外國控制的閩海關（“洋關”或“新關”）。關址設在現福州市倉山區泛船浦，其後這裡一直是閩海關的關址。

## 歷史

### 背景
康熙二十三年（1684年）始设于漳州府，由福州将军兼管。例在南台、厦门、泉州、涵江、安海、铜山、石玛、闽安、酒屿、沙埕、福宁、白石司、刘五店、云霄、诏安、旧镇、枫亭、江口港、尾渡等口岸征税。五虎门进口之船，在闽安镇纳税；出口之船，在南台纳税。每年额征税银七万三千五百四十九两有奇，赢余十一万三千两。凡商船出洋及进口各货，按斤科税者为多，亦有按匹、件、条、把、筒、块而科税者，各因其物分别贵贱而征收。
乾隆二十二年（1757年）停止闽海关征税事宜，海舶进出口均集中广州府，由粤海关征税。
道光二十二年（1842年），改设闽海关于福州府，依舊归福州将军管理。
咸豐十一年（1861年）七月十四日，成立閩海關稅務司公署。隸屬於海關總稅務司署，在名義上受福州口岸海關監督節制。為示區別，清政府所設立的海關稱為常關，由福州將軍兼管道舊閩海關僅在形式上依存，只徵收海關所在地25公里以內的往來船隻貿易稅。此後，清朝閩海關的稅稱之為“常稅”。閩海關稅務總司設立後，根據總稅務司的政策，設立稅務部。該部門由稅務司兼任領導，負責檢查船舶和徵收關稅，管理海關的行政事務，並在福州府長樂縣營前設立辦事處。
咸豐十一年（1861年）八月十七日，由外國控制下的閩海關稱之為“洋關”或“新關”，關址設在福州府閩縣泛船浦，其後這裡一直是受閩海關的關址。
同治七年（1868年），設立海務部，由巡工司領導，負責管理船舶進出港口及港內外的燈塔、浮筒等助航設備；後來改部門還監管氣象測錄，碼頭倉庫和船隻檢疫等項目業務。同時，各口岸還設立船廳。洋關設立後，洋稅務司便控制了閩海關行政管理大權。此後的海關稅以課徵輪船貿易為主，徵收量較大，佔口岸貿易的大部分，此後，海關稅也被稱之為洋稅。
光緒三十年（1904年），福州海關的稅務部設立總務課，隨著時間的推移，閩海關機構和相關制度日漸完善，各個管理機構和管理部門都建立完備。
民國十六年（1927年），福州海關理船廳改為港務課，負責人稱之為港務長。
民國十七年（1928年），設立關區於：營前、涵江、海口、秀嶼分卡，三江口、譚頭建分所。
民國二十年（1931年），隨著船舶運輸業快速發展，福州海關成立民船管理處。在之後的幾年，閩海關的分支機構變化較大。
民国二十七年（1938年），日本佔領廈門、汕頭後。這兩地的海關所屬分卡由閩海關代管。
民國三十一年（1942年）六月二十七日，關區內各分卡有八都、仙遊、羅源、上杭、浦城、漳州、閩安、竹岐等。
民國三十八年（1949年）八月二十四日，中國人民解放軍福州軍事管制委員會派人員接管閩海關。 
民國三十八年（1949年）十月廈門戰役后，闽海关厦门口由厦门市军事管制委员会接管。后成为厦门海关